# NGC 6492
NGC 6492 је спирална галаксија у сазвежђу Паун која се налази на NGC листи објеката дубоког неба.
Деклинација објекта је - 66° 25' 50" а ректасцензија 18h 2m 48,3s. Привидна величина (магнитуда) објекта NGC 6492 износи 11,8 а фотографска магнитуда 12,6. NGC 6492 је још познат и под ознакама ESO 102-22, AM 1757-662, IRAS 17576-6625, PGC 61315.